# Pan Wołodyjowski
Pan Wołodyjowski (în poloneză Pan Wołodyjowski) este un roman istoric epic din 1888 al scriitorului polonez Henryk Sienkiewicz. Este al treilea volum al Trilogiei istorice din care mai fac parte romanele Prin foc și sabie și Potopul. Protagonistul romanului este Michał Wołodyjowski.

## Personaje

### Figuri istorice
- John Sobieski
- Michał Korybut Wiśniowiecki
- Petro Doroshenko
- Mikołaj Potocki
- Kara Mustafa Pasha

### Personaje fictive bazate pe figuri istorice
- Michał Wołodyjowski
- Ketling
- Onufry Zagłoba
- Adam Nowowiejski
- Azja
- Barbara Jeziorkowska
- Krystyna Drohojowska
- Ewa Nowowiejska

## Ecranizări
- 1968 - Colonel Wolodyjowski, film polonez regizat de Jerzy Hoffman
- Przygody pana Michała, serial polonez

## Traduceri
- Henryk Sienkiewicz - Pan Wołodyjowski, Biblioteca pentru toți, nr. 1218 - 1219, Editura Minerva, 1985

## Legături externe
- Fire in the Steppe at One More Library
- Full text of the book in Polish la Wayback Machine (archived 3 octombrie 2006)